# Milt Schaffer
Milton (Milt) Schaffer, född 11 november 1917 i Los Angeles, död 12 mars 1993 i Encino, var en amerikansk manusförfattare och animatör, som arbetade hos Walt Disney.

## Biografi
Schaffer inledde sin karriär på Walt Disney Animation Studios 1934 som animatör och manusförfattare. Han animerade bland annat ett flertal Kalle Anka-kortfilmer. Hösten 1941 lämnade han Disney och fick sedan anställning av animatören Walter Lantz på hans produktionsbolag Walter Lantz Productions.
Under sin tid hos Lantz arbetade han ihop med animatörerna Shamus Culhane och Ben Hardaway, varav den sistnämnde var enligt Schaffer bitter och ovänlig mot Culhane. Efter andra världskrigets slut återanslöt Schaffer sig till Disney.

## Filmografi (i urval)
Källor: 

### Som manusförfattare
- 1943 – Hacke Hackspett som baseballstjärna[10]
- 1943 – I påsklandet[11]
- 1944 – Barberaren i Sevilla
- 1948 – Musse Piggs kelgris
- 1949 – En kofta åt Pluto
- 1949 – Pluto vaktar får
- 1950 – Pluto som driftkucku
- 1950 – Plutos hungriga vargar
- 1951 – Jan Långben och lejonet
- 1951 – Jan Långben blir pappa
- 1954 – Kalle Anka i Grand Canyon
- 1955 – Kalle Ankas vilda jakt (även röst)

### Som animatör
- 1936 – Musse Piggs cirkus[12]
- 1936 – Kusinen från landet
- 1937 – Kalle Anka och hans åsna
- 1938 – Musse Pigg som valfångare
- 1938 – Jättens överman
- 1939 – Kalle Anka badar[13]
- 1940 – Kalle Ankas frieri[14]
- 1950 – Dåren i trafiken

### Som regissör
- 1952 – Plutos födelsedagsskiva